# Rogermitchel·lita
La rogermitchel·lita és un mineral de la classe dels silicats. Rep el nom de Roger Howard Mitchell (n. 1941), professor emèrit del departament de geologia de la Universitat de Lakehead, a Thunder Bay (Ontario, Canadà), en reconeixement de les seves destacades contribucions a la mineralogia i la petrologia de les roques alcalines.

## Característiques
La rogermitchel·lita és un ciclosilicat de fórmula química Na₆Sr₁₂Ba₂Zr13Si39B₄O123(OH)₆ ·20H₂O. Va ser aprovada com a espècie vàlida per l'Associació Mineralògica Internacional l'any 2003. Cristal·litza en el sistema hexagonal.

## Formació i jaciments
Va ser descoberta a la pedrera Poudrette, situada al Mont Saint-Hilaire, al municipi de La Vallée-du-Richelieu (Montérégie, Québec, Canadà). Es tracta de l'únic indret de tot el planeta on ha estat descrita aquesta espècie mineral.